# Dichagyris armeniaca
Dichagyris armeniaca là một loài bướm đêm trong họ Noctuidae.